# Joachim Griese
Joachim Griese, född den 25 augusti 1952 i Berne, död  17 november 2024 i Hamburg, var en västtysk seglare.
Han tog OS-silver i starbåt i samband med de olympiska seglingstävlingarna 1984 i Los Angeles.